# Mol (spionage)
Een mol, informant of dubbelagent werkt voor een organisatie en speelt de daar verkregen informatie door aan een concurrentiële  organisatie of een instelling met het tegengestelde doel. In de maffia wordt een mol "rat" genoemd.
In de spionage betreft het personen die werken voor een inlichtingendienst van hun geboorteland en informatie doorspelen aan een andere (vijandige) mogendheid. De Cambridge Five is hiervan een beroemd voorbeeld.

## Trivia
- In de televisieprogramma's De Mol (België) en Wie is de Mol? (Nederland) is de "mol" een deelnemer die het spel in het geheim saboteert, terwijl deze tegenover de medekandidaten doet alsof hij of zij serieus speelt.